# Joan Alsina i Giralt
Joan Alsina i Giralt (Sabadell, 10 de maig de 1916  - 23 de juny de 2005) fou un historiador català.

## Biografia
Joan Alsina va fer els estudis primaris a l'Escola Pia de Sabadell i va estudiar peritatge tèxtil a l'Escola Superior de Treball de Terrassa. Va treballar a l'empresa Sandoz de Barcelona. Va ser membre del Centre Excursionista del Vallès –en el qual va ocupar diferents càrrecs directius–, de la Fundació Bosch i Cardellach, de la qual fou director (1981-1989) i durant més de vint anys fou membre del Patronat de l'Arxiu Històric de Sabadell. Amb Jaume Tiana i Anglí va crear la revista La Muntanya, de la qual entre 1934 i 1936 es van publicar quatre números i posteriorment va desaparèixer. Al llarg de la seva vida va publicar diferents treballs –monografies, ponències i articles– sobre diferents períodes i àmbits temàtics de la història de Sabadell. És seva la nova transcripció de les Memorias de las cosas notables de la vila de Sabadell començant en lo anys de 1787, d'Antoni Bosch i Cardellach. Els articles que publicà al Diari de Sabadell van esdevenir tota una institució en la premsa local i ajudaren a divulgar la història sabadellenca. Entre 1948 i 1952, col·laborar en la fundació –i en fou membre directiu– de l'associació Amics de la Muntanya de Sant Llorenç, que emprengué i realitzà la reconstrucció de la casa de la Mola. El 4 de novembre de 2005, l'Arxiu Històric va acordar que la seva sala de lectura dugui el nom de Joan Alsina.

## Premis i reconeixement
18è Premi Tenacitat de les Agrupacions Professionals Narcís Giralt (2002)

## Obra destacada
- 1908-1983, 75 anys d'excursionisme a Sabadell (1983)[3]
- Índex de topònims de Sabadell i el seu terme fins a la darreria del segle xviii. Sabadell: Ajuntament de Sabadell (1987)
- 100 anys de Creu Roja a Sabadell (2001)